# Cerapachys coxalis
Cerapachys coxalis är en myrart som först beskrevs av Arnold 1926.  Cerapachys coxalis ingår i släktet Cerapachys och familjen myror. Inga underarter finns listade.

## Bildgalleri

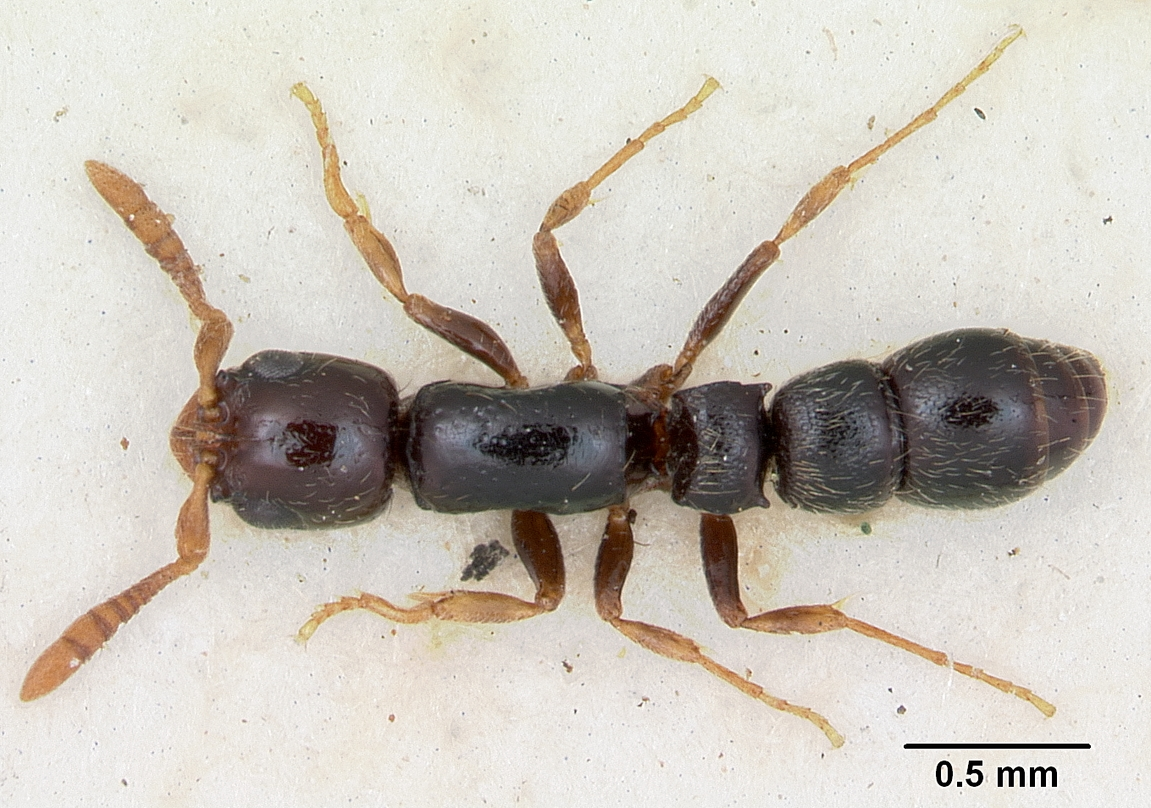
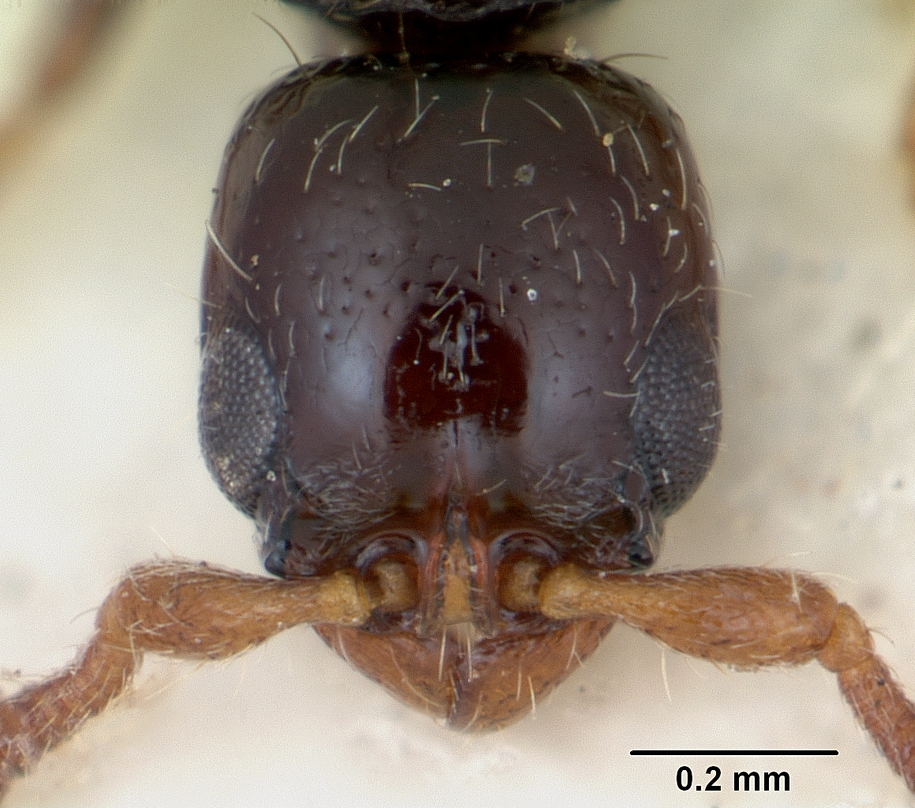
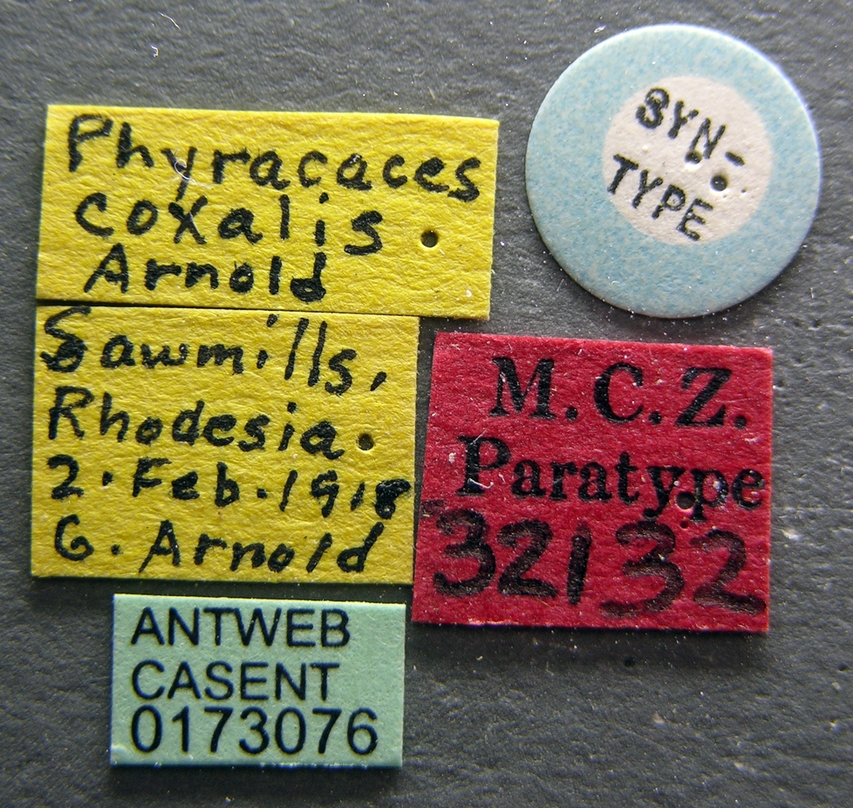
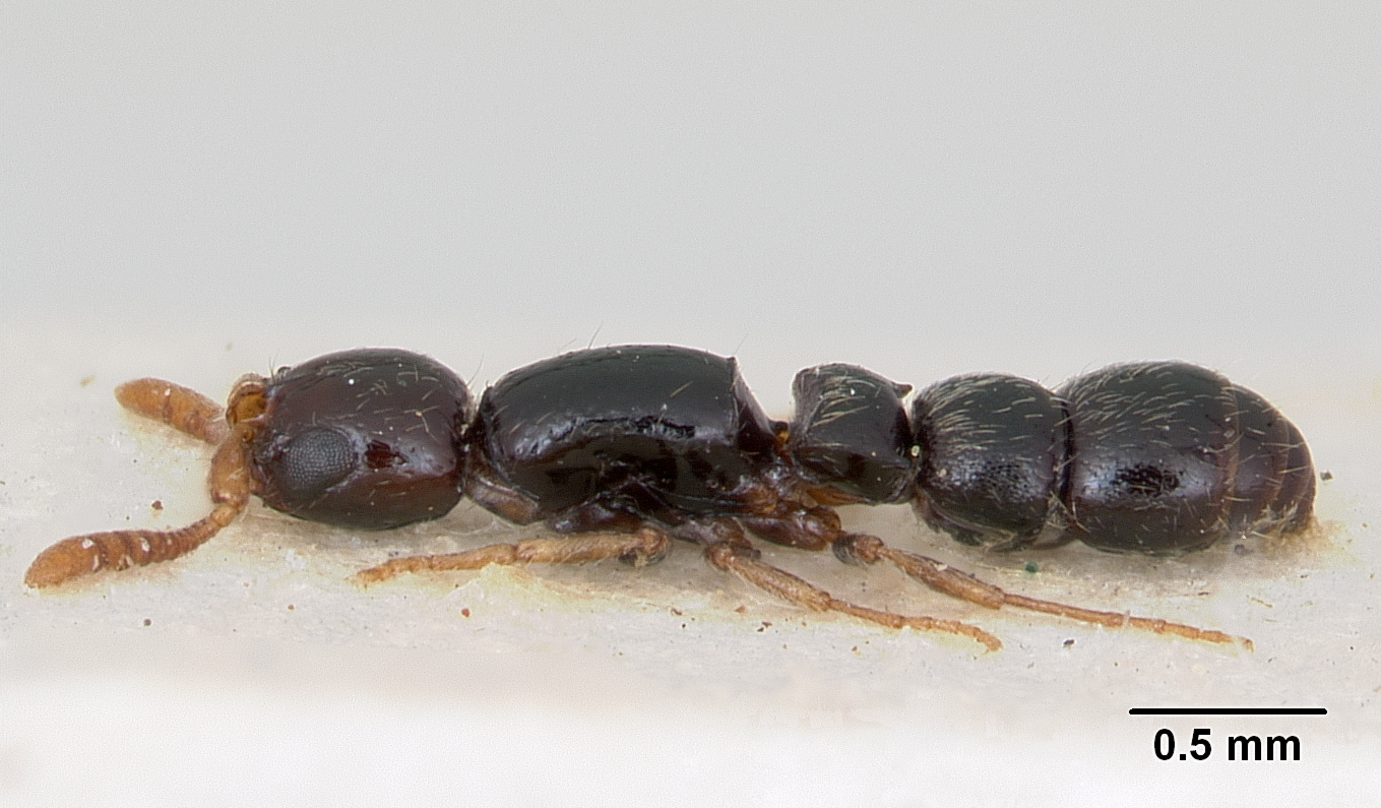